# Casa-fàbrica Eudald Fargas
La casa-fàbrica Eudald Fargas és un edifici situat a la Plaça de Sant Agustí Vell i el carrer dels Tiradors de Barcelona. Com que no està catalogat, li correspon la categoria D (bé d'interès documental), atorgada per defecte a tots els edificis del districte de Ciutat Vella.

## Història
El 1825, el manescal (veterinari i ferrador) Eudald Fargas va ser nomenat proto-albéitar del Principat de Catalunya, o examinador dels aspirants a exercir com a veterinaris. Tanmateix, la seva actuació va ser controvertida, ja que segons un informe del 1836, n'havia habilitat més de 1.200 en cinc mesos, atorgant-los el títol pel simple interès crematístic, ja que la major part mancava de coneixements de la professió.

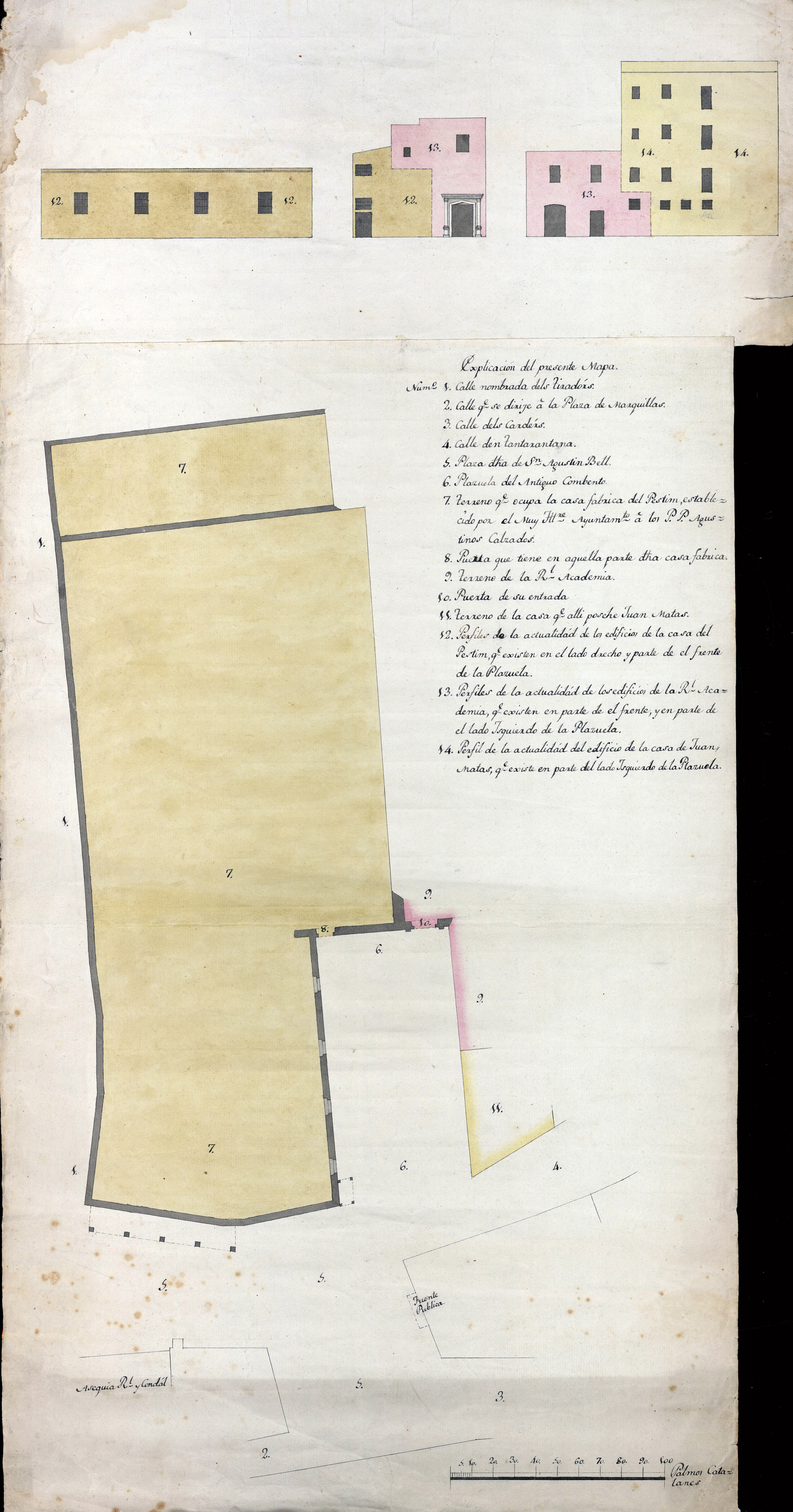
El «Pastim» o fleca municipal

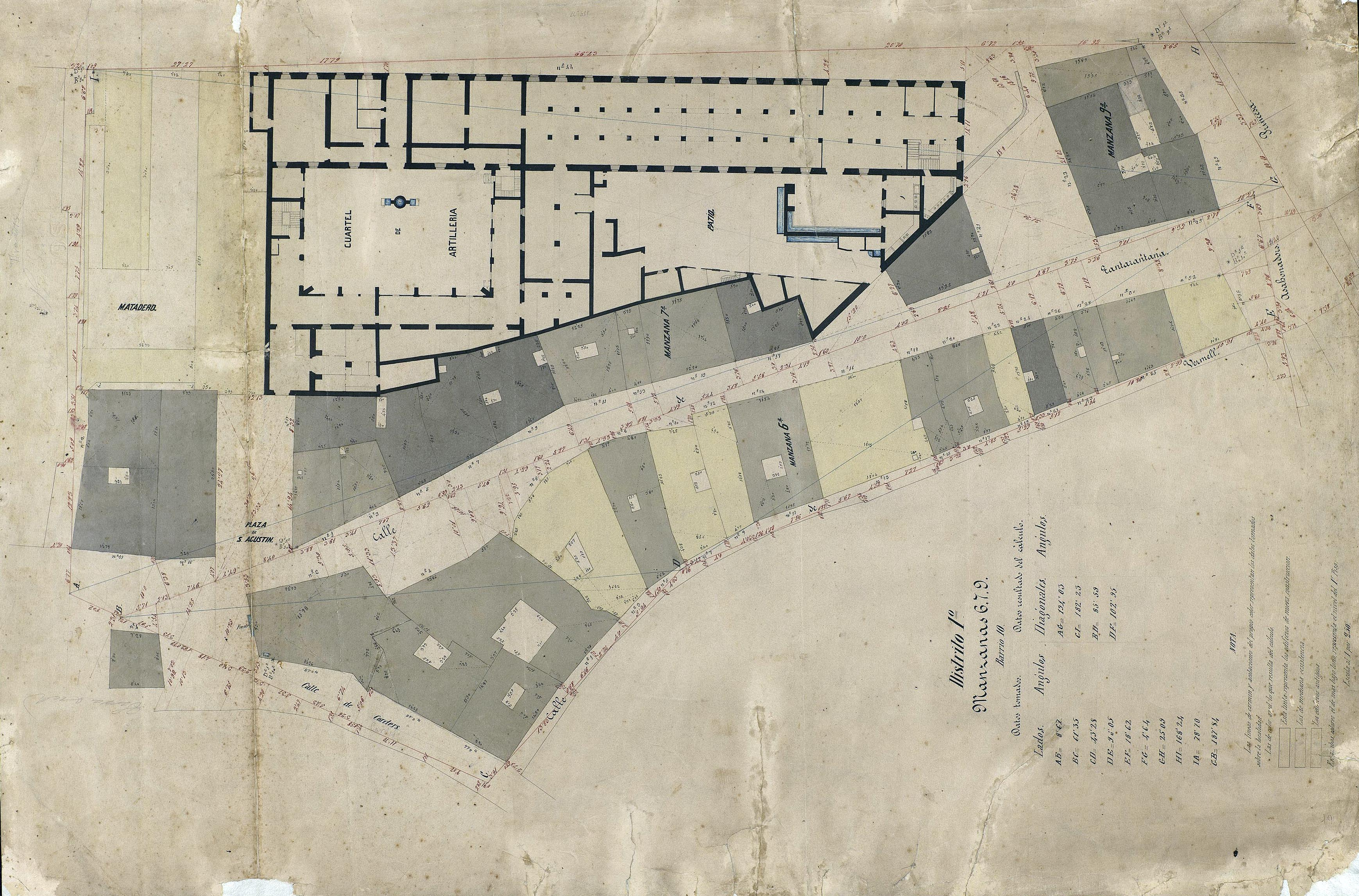
Quarteró núm. 19 de Garriga i Roca (c. 1860)

El 1840, Fargas, que vivia al carrer d'en Tantarantana, 1, va sol·licitar l'adquisició en emfiteusi d'una part del solar de l'antica fleca municipal o «Pastim», i el 1846 va encarregar el projecte d'una casa-fàbrica a l'arquitecte Josep Buxareu. Aquesta operació va suposar la desaparició del tram corresponent de la porxada i la reculada d'uns pams de la façana. Al cap d'uns anys, s'hi va instal·lar el fabricant de naips Sebastià Comas i Ricart.
Eudald Fargas va morir el 1856, havent fet testament sacramental, figura instituïda pel Recognoverunt Proceres de Pere el Gran.